# Rachispoda lacustrina
Rachispoda lacustrina är en tvåvingeart som beskrevs av Wheeler 1995. Rachispoda lacustrina ingår i släktet Rachispoda och familjen hoppflugor.
Artens utbredningsområde är Washington. Inga underarter finns listade i Catalogue of Life.